# إيزابيل هورن
إيزابيل هورن (بالألمانية: Isabell Horn)‏ (و. 1983  م) هي ممثلة ألمانية، ولدت في بيلفلد.

## وصلات خارجية
- إيزابيل هورن على موقع IMDb (الإنجليزية)

- إيزابيل هورن في قاعدة بيانات الأفلام على الإنترنت